# I. Tudhalijasz hettita király

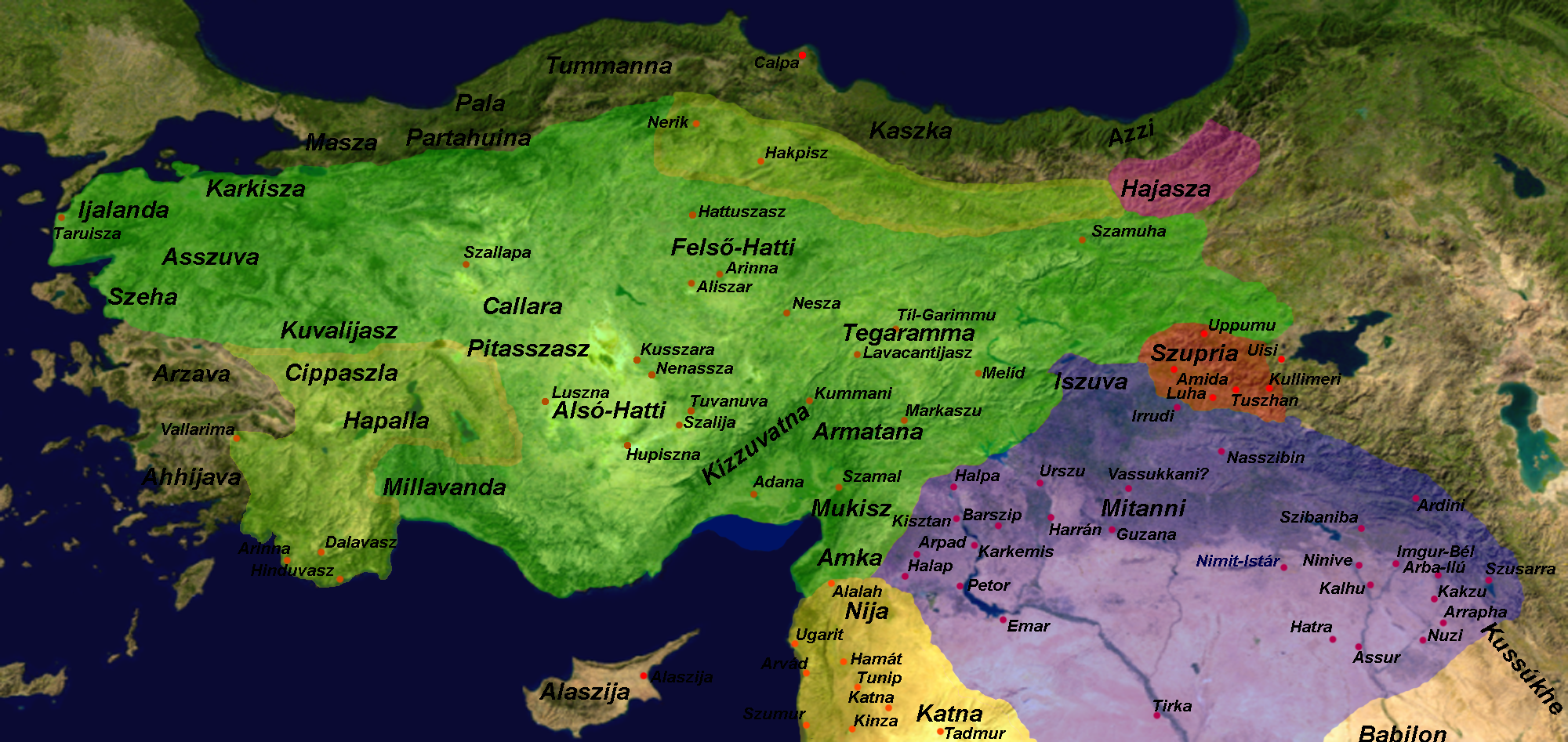
Tudhalijasz és Arnuvandasz kora. Színkód: zöld = hettita befolyási övezet, kék = Mitanni, sárga = Egyiptom, halványzöld = Arnuvandasz alatt elveszett területek

I. Tudhalijasz (mtudḫaliya[š]) – akit a szakma azon része, amelyik Tudhalijasz neszai királyt I. Tudhalijaszként nevezi meg, II. Tudhalijasz uralkodói néven ismer – Muvatallisz utódja Hatti trónján. Rokoni kapcsolatai nem ismertek, egyes kutatók (például Otet) szerint Muvatallisz ifjabb fia, aki a puccs után az örökös jogán foglalta el a trónt. Mások szerint II. Huccijasz unokája lehetett. Kortársai Saustatar (vagy Saussatar) hurri uralkodó és az alalahi II. Níkmepa.

## Problémák az uralkodása körül
Származására nézve sok elmélet létezik, amelyek mindegyike bizonytalan. Lehetett a Muvatalliszt meggyilkoló Kantuccilisz fia, esetleg már apja is uralkodott trónbitorlóként. Ez esetben viszont Kantuccilisz csak Muvatallisz testvére lehetne, mivel Tudhalijaszról a hettita források azt mondják, hogy nagyapja már királyként uralkodott (és ez az egyetlen konkrét adat a származásáról).
Az irodalom a hettita korszakolásban sem egységes. Létezik olyan, aki a hettita középbirodalom egyenes folytatását látja benne, mások vele kezdik a hettita újbirodalom korát (bár ezt a legtöbben I. Szuppiluliumaszhoz kötik), kompromisszumos megoldásként a közép- és újbirodalomtól is elkülönülő, egyfajta átmeneti időszak kezdetét csatolják nevéhez. Az átmeneti időszak jellemzője a királyi székhely vándorlása a veszélyeztetett helyekre, ezzel eltávolodás az elégedetlen fővárosi arisztokráciától, valamint a Hettita Birodalom lassú, de biztos erősödése és gyarapodása. Emellett a hurri befolyás növekedésének kora is lehetett, aminek első jele Tudhalijasz feleségének hurri eredetű neve, Nikalmati, aki lehetett kizzuvatnai vagy mitannibeli származású is, az sem elképzelhetetlen, hogy Saustatar leánya. A királyi családban ez az első ismert hurri név, a későbbiekben még nagyon sok hurri királyné neve követi, majd a késői időszakban az uralkodók is viselnek uralkodói nevükön kívül hurri neveket. A hettiták hurrizálódási folyamatának kezdeti szakaszát Tudhalijaszhoz, hurri királynőjéhez és a hurri kultúrájú, de luvi etnikumú Kizzuvatna betagozódásához szokás kötni. Egyes kutatók Tudhalijaszban egy új, hurri eredetű dinasztia kezdetét látják, bár erre semmi más bizonyíték nincs, mint a kezdődő hurritizálódás.

## Uralkodásának kezdete
Kizzuvatna egy hosszabb szünet után tért vissza a Hettita Birodalom fennhatósága alá. Ezt az tette lehetővé, hogy Muvatallisz halálát követően Muvasz Mitanniba menekült, és segítséget kért Saustatartól. A bekövetkező hettita–hurrita háborúban Saustatar vereséget szenvedett. Ezzel megkezdődött Mitanni hanyatlása, a Hettita Birodalom pedig ismét kiterjeszthette a befolyását Kelet-Anatóliában és Észak-Szíriában. Még Halap is hettita ellenőrzés alá került, bár csak rövid időre, mert Mitanni visszaszerezte.
A Tudhalijasz idejéből ismert szövegek részben hurri nyelven, részben hettita nyelven íródtak. A hettita ekkor már jelentősen eltért a korábbi hettita nyelvtől, ezért ettől kezdve a „középhettita dialektus”-ról beszélünk. Ez a szakasz viszonylag rövid ideig tartott, a nyelvfejlődés alig fél évszázad alatt kialakította a „későhettita dialektus”-t, amelynek elterjedését I. Szuppiluliumasz korára lehet tenni.

## Politikai helyzet
Tudhalijasz legalább 200 évnyi hagyományt feladva székhelyét elvitte Hattuszaszból Szapinuvába. Ebben azonban szerepet játszhatott az a körülmény, hogy ezúttal nem délkeletről vagy keletről, hanem északkeletről támadt veszélyes szomszédja, Kaszka, a kaszkák első említései ekkorról származnak. Az új főváros a mostanában jelentős leleteket szolgáltató Szapinuva lett, amely egyúttal messze volt a lázongó fővárosi arisztokráciától is. Ezzel egyidejűleg szerződést kötött a Mitanni fennhatósága alól frissen szabaduló Kizzuvatna uralkodójával, Szunasszura királlyal, aki délkeletről védte határait. E szerződésnek az ad jelentőséget, hogy a sok korábbi hettita-kizzuvatnai szerződéssel ellentétben ez nem egyenrangú felek szerződése, hanem vazallusi szerződés. Ez önmagában mutathatja a hettita állam erejét is, de azt is jelentheti, hogy a Mitanni és Egyiptom által is fenyegetett térség inkább leggyengébb potentát főségét választotta. Egy másik szerződés (Kurusztama-szerződés) a datálás kérdését veti fel, mivel II. Amenhotep korára datálják, aki az egyiptomi kronológia alapján i. e. 1402-ben meghalt. Még inkább problémás a helyzet, ha Simon Zsolt véleménye igazolódik be, aki I. Arnuvandaszt, Tudhalijasz utódját tekinti a Kurusztama-szerződés hettita aláírójának.
A Tudhalijasz alatt keletkezett feliratos emlékek teli vannak új törzs- és területnevekkel, ami talán egy jelentősebb migrációt jelez, talán már előjeleként a két évszázaddal későbbi első tengeri koalíciónak, amely végül tönkretette Hattit. Anatólia nyugati részén Arzava mellett megjelent Ijalanda állam és annak Taruisza nevű fővárosa (Ílionnal és Trójával azonosítják), Ahhijava (Aḫḫiyawa, ami talán akháj államot takar), valamint Asszuva, amelynek nevéből eredeztetik a mai Ázsia nevet. Ahhijava uralkodójának, Attariszijasz (Atreusz? – Atreusz a görög hagyomány szerint két generációval előzi meg a trójai háborút) királynak nyújtott segítsége végül jelentős nyugati területnyereséghez vezetett. A CTH#147 (Vádemelés Madduwatta ellen) szintén egy hettita–görög konfrontációról számol be. A Madduwatta nevet a Madüattész görög névvel azonosítják. Az Alakszandusz-szerződés II. Muvatallisz és Alakszandusz között, nagyjából egy évszázaddal később Tudhalijasz nyugati hadjáratáról is beszámol.
I. Tudhalijasz és II. Amenhotep hettita-egyiptomi szerződése az első ismert Egyiptommal létrehozott megállapodás. Ebben Kurusztama város lakosságának egyiptomi letelepítéséről egyeztek meg. Tudhalijasz uralkodásának végére Hatti befolyása kiterjedt a majdnem teljes Anatóliára, még a Mitanni Birodalom korábbi fővárosát, Vassukannit is elfoglalták, Mitanni területét Kizzuvatna kapta. Ugyanakkor a kaszkák által veszélyeztetett terület majdnem elérte Hattuszaszt.
I. Tudhalijasz hosszú idő óta az első hettita uralkodó volt, aki természetes halállal halt meg, a trónon Arnuvandasz követte, aki Tudhalijasz Aszmu-Nikal nevű leányának férje volt.

## Tudhalijasz kardja
A Tudhalijasz-kard 1991-ben Hattuszaszhoz közel, de nem a lakott részen és a datálást elősegítő leletkörnyezet nélkül előkerült egy bronzból készült hosszúkard, amely azóta is vita tárgyát képezi. A kard 727 mm hosszú, 688 gramm tömegű (markolat és markolatlap nélkül). Jellegzetessége a penge hármas bordázása, amely a szélesebbik végen szétnyílva, több ágra válva a kardváll előtt kifutt az élig. Utólagosan rávésett felirata: „Amidőn Tudhalijasz, a nagykirály szétzúzta Asszuva országát, felajánlotta ezeket a kardokat a Viharistennek, az ő urának.” (Simon Zsolt fordítása.) A sok – és meglehetősen nehezen elkülöníthető – Tudhalijasz közül I. Tudhalijasz volt az, aki Asszuva országába hadjáratot vezetett, ezért a felirat datálása eléggé pontos.
Azonban a felirat nem a kard korát jelenti, hanem a fogadalmi letét korát. Semmi sem bizonyítja, hogy hettita gyártmány lenne, vagy akár hogy Tudhalijasz idején készült volna. Ebből ered a vita, amely a hettita fegyverzet fő kardtípusának meghatározása körül jelenleg folyik. A kard jellegzetes bordázása azonban egyelőre csak Anatóliában ismert, az égeikumi kardoknak például a bordája mindig a markolattüske közepébe fut be, sosem ágazik el és hajol ki az él felé.